# Terebratella labradorensis
Terebratella labradorensis är en armfotingsart som beskrevs av Sowerby 1846. Terebratella labradorensis ingår i släktet Terebratella och familjen Terebratellidae. Inga underarter finns listade i Catalogue of Life.